# لكنه لي
```

```

لكنه لي (بالهندية: Kasautii Zindagii Kay؛ ويعني "اختبارات الحياة") هو مسلسل درامي رومانسية هندي، عُرض على قناة ستار بلس الهندية من 25 سبتمبر 2018 إلى 3 أكتوبر 2020. المسلسل من بطولة إيريكا فرنانديز، وبارث سامثان، وهينا خان، وهو بمثابة إعادة إنتاج (Reboot) لمسلسل شهير يحمل نفس الاسم عُرض في عام 2001.
تمت دبلجة المسلسل إلى اللغة العربية، وعُرض على قناة إم بي سي بوليوود، وحقق نجاحًا كبيرًا في العالم العربي.

## القصة
تدور أحداث المسلسل في مدينة كلكتا حول قصة حب تجمع بين أنوراج باسو (بارث سامثان) وبريرنا شارما (إيريكا فرنانديز)، وهما شابان ينتميان إلى طبقتين اجتماعيتين مختلفتين تمامًا، لكنهما يقعان في حب بعضهما بعمق. يواجه حبهما رفضًا ومعارضة شديدين من عائلتيهما، وخاصة من والدة أنوراج المتسلطة، موهيني باسو.
تزداد الأمور تعقيدًا مع دخول كوموليكا (هينا خان)، وهي ابنة سياسي نافذ، والتي تُعجب بأنوراج وتقرر الحصول عليه بأي ثمن. تبدأ كوموليكا في حياكة المؤامرات والدسائس لتدمير علاقة أنوراج وبريرنا، وتنجح في إجباره على الزواج منها لإنقاذ أعمال عائلته من الإفلاس.
تستمر القصة في استعراض الصراعات المريرة التي يخوضها الحبيبان، حيث تضطر بريرنا لاحقًا للزواج من رجل الأعمال القوي ريشاب باجاج لحماية أنوراج وعائلته. تتوالى الأحداث المأساوية والتضحيات والانتقام على مدى سنوات، حيث يحاول أنوراج وبريرنا التغلب على العقبات التي تفرق بينهما باستمرار.

## فريق العمل
| الممثل                               | الشخصية                    |
| ------------------------------------ | -------------------------- |
| إيريكا فرنانديز                      | بريرنا شارما               |
| بارث سامثان                          | أنوراج باسو                |
| هينا خان (لاحقًا أمّنا شريف)           | كوموليكا تشوبي             |
| كاران سينغ غروفر (لاحقًا كاران باتيل) | ريشاب باجاج                |
| بوجا بانيرجي                         | نيفيدتا باسو               |
| شوبهافي تشوكسي                       | موهيني باسو (والدة أنوراج) |

## البث والدبلجة
عُرض المسلسل في الهند على قناة ستار بلس بواقع 469 حلقة. وفي العالم العربي، قامت قناة إم بي سي بوليوود بعرض النسخة المدبلجة من المسلسل تحت عنوان "لكنه لي"، وحقق نسب مشاهدة عالية.